# Ragnhild Nordensten
Ragnhild Ingeborg Amalia Nordensten, född 6 augusti 1888 i Striberg, Nora bergsförsamling, Örebro län , död 7 juni 1951 i Klara församling, Stockholm i Stockholm, var en svensk målare, grafiker och tecknare.
Nordensten var dotter till en gruvförvaltare i Striberg.
Nordensten utbildade sig vid Tekniska skolan 1907, Althins målarskola 1908 och vid Kungliga Konsthögskolan 1908–1912, alla i Stockholm. Hon avslutade med etsarskolan hos Axel Tallberg 1913.
Hon arbetade särskilt med motiv från gruvor och tung industri, till exempel järnverk, gasverk, byggnadsplatser och maskinhallar. En hel del av hennes verk är från bergslagsmiljöer. Hon blev känd för stora etsningar, och serier av etsningar utfördes från Striberg och Grängesberg som i fråga om expressivitet var föregångsverk vad gäller industrimotiv. 1929 gjordes en svit från Sandvikens järnverk.
Nordensten är representerad vid Nationalmuseum, Malmö museum, Örebro läns museum och Västerås konstmuseum.